# Rhipicephalus bequaerti
Rhipicephalus bequaerti är en fästingart som beskrevs av Zumpt 1949. Rhipicephalus bequaerti ingår i släktet Rhipicephalus och familjen hårda fästingar. Inga underarter finns listade i Catalogue of Life.